# Тилканен, Вилхо
Вилхо Оскари Тилканен (фин. Vilho Oskari Tilkanen, 14 апреля 1885, Каринайнен, Або-Бьёрнеборгская губерния — 1 августа 1945, Каринайнен, Турку-Пори) — финский шоссейный велогонщик.

## Карьера
Тилканен занимался несколькими видами спорта, но велоспорт стал основным его основным видом в 1910 году, когда полицейское управление Турку разрешило ему ездить на велосипеде.. Представлял Спортивную федерацию Турку.
В 1912 году вошёл в состав сборной Финляндии для участия в летних Олимпийских играх 1912 года в Стокгольме. На них принял участие в двух шоссейных велогонках. В индивидуальной гонке протяжённостью 320 км занял 21-е место, а в командной гонке с раздельным стартом занял 5-е место.